# آرسن بگلاریان
آرسن آبراهامی بگلاریان (ارمنی: Արսեն Աբրահամի Բեգլարյան؛ زاده ۱۸ فوریهٔ ۱۹۹۳ در کراسنودار)، بازیکن فوتبال در پست دروازه‌بان اهل ارمنستان می‌باشد. او هم‌اکنون برای تیم باشگاهی اورارتو بازی می‌کند.

## باشگاهی
از باشگاه‌هایی که در آن بازی کرده‌است می‌توان به کوبان کراسنودر، گاندزاسار کاپان، شیراک، اولیس، میکا، آلاشکرت، Liepāja, Dnyapro Mogilev و اورارتو اشاره کرد.

## تیم ملی
وی همچنین در زیر ۲۱ سال ارمنستان و تیم ملی فوتبال ارمنستان بازی کرده‌است. بگلاریان نخستین بازی ملی خود را که یک بازی دوستانه بود در تاریخ ۲۵ مارس ۲۰۱۶ در ایروان در مقابل بلاروس انجام داده‌است.

## دستاوردها
- آلاشکرت
  - لیگ برتر فوتبال ارمنستان (۲): ۱۷–۲۰۱۶, ۱۸–۲۰۱۷
- جام استقلال ارمنستان: (۱۴-۲۰۱۳)
- نایب قهرمانی سوپر جام فوتبال ارمنستان: (۲۰۱۷)